# Anders Olivier Saelan
Anders Olivier Saelan, född 18 januari 1818 i Sankt Andree, död 14 april 1874 i Helsingfors, var en finländsk kemist.
Saelan, som var son till kyrkoherden i Hiitola Daniel Saelan och Lovisa Eleonora Söderbom, avlade studentexamen i Viborg 1838, inskrevs vid Helsingfors universitet samma år samt blev filosofie kandidat och filosofie magister 1847. Han var direktor för Tekniska realskolan (från 1872 Polytekniska skolan) i Helsingfors 1848–1874, därjämte tillförordnad lärare i matematik och bokföring 1849–1851 och ordinarie lärare i kemi 1851–1874. Han var ledamot av manufakturstyrelsen 1858–1874.